# Lunar Orbiter 2

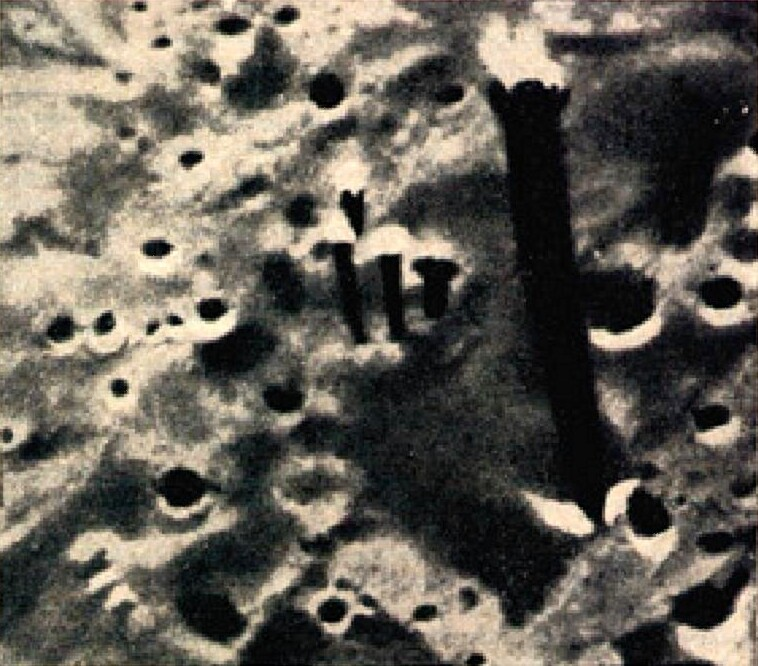
Foto van de Mare Tranquilitatis; 20 november 1966

De Lunar Orbiter 2 was een onbemand ruimtevaartuig en maakte deel uit van het Lunar Orbiterprogramma. De belangrijkste taak was om vlakke gedeelten van het maanoppervlak te fotograferen, zodat NASA veilige landingsplaatsen kon selecteren voor het Surveyorprogramma en het Apolloproject. Het was tevens uitgerust om straling te meten, micrometeorieten te detecteren en landmeetkundige informatie te verzamelen.
| Maanfoto’s               | Evaluatie van landingsplekken voor Apollo en Surveyor    |
| Meteoriet detectoren     | Detectie van micrometeorieten in de omgeving van de maan |
| Cesium Jodide dosimeters | Straling meten op de weg naar en rond de maan            |
| Selenodesie              | Zwaartekrachtveld en fysieke eigenschappen van de maan.  |

## Vluchtverloop
Na een vlucht van 92,5 uur werd de ruimtesonde in een elliptische, bijna equatoriale baan gebracht van 196 × 1850 km met een inclinatie van 11,8 graden. Vijf dagen en 33 banen verder werd het laagste punt gewijzigd in 49,7 km. Falen van de apparatuur tijdens het inlezen van de gegevens leidde op 7 december tot verlies van zes foto’s. Op 8 december 1966 veranderde men de inclinatie in 17,5 graden om de zwaartekracht van de Maan beter in kaart te kunnen brengen.

## Resultaten
Het ruimteschip maakte foto’s van 18 tot 25 november 1966. Het uitlezen van de andere data ging door tot en met 7 december 1966. In totaal werden 609 detailopnamen en 208 overzichtsopnamen gemaakt, de meeste daarvan waren van uitstekende kwaliteit met een oplossend vermogen van een meter. Spectaculair waren de foto’s van de krater Copernicus.
Er werden drie inslagen van micrometeorieten gedetecteerd. Het scheepje werd gebruikt om ervaring op te doen met het volgen vanaf de aarde, tot het op bevel insloeg op de Maan op 3.0 graden NB 119,1 graden OL op 11 oktober 1967.
In 2011 heeft de Lunar Reconnaissance Orbiter Camera (LROC) het precieze punt van de inslag kunnen vaststellen en vastleggen op een foto. Het puin van de inslag onder een hoek van 45 graden of meer verspreidt zich over een gebied met de vorm van vlindervleugels.

## Foto van de eeuw
Op 24 november werd er een spectaculaire foto gemaakt van de Copernicus krater. Tot op dat moment waren de meeste foto’s van de maan recht naar beneden gemaakt of van grote afstand. Deze foto was zo uniek omdat ze vanaf een hoogte van slechts 45 kilometer was gemaakt, schuin naar beneden kijkend naar de krater, die 207 km verwijderd was, waarbij de zon met een elevatie van 10 graden mooie schaduwen opwierp.
Voor de eerste keer kon men de maan zien als een wereld met bergen en keien, waardoor de maan veranderde van een ver object naar een wereld, die erop wachtte om ontdekt te worden. Life Magazine noemde de foto “The Picture of the Century.”

## Selectie van geschikte landingsplaatsen
De selectie van potentiële Apollo landingsplaatsen begon bij het onderzoeken van data die op aarde was verzameld. Er werden vlak lijkende gebieden gekozen, ogenschijnlijk zonder kraters. Een van de meest belovende plaatsen lag ten westen van de Mare Tranquillitatis. De gedetailleerde foto’s van de Lunar Orbiter 2 toonden echter aan hoe onbruikbaar de op aarde gebaseerde instrumenten waren om een landingsterrein uit te zoeken. Het terrein bleek extreem ruw te zijn en ongeschikt voor een landingspoging. Er werden wel veel andere gebieden gevonden, die veel vlakker waren en meer geschikt waren voor bemande maanlandingen.

## Externe links

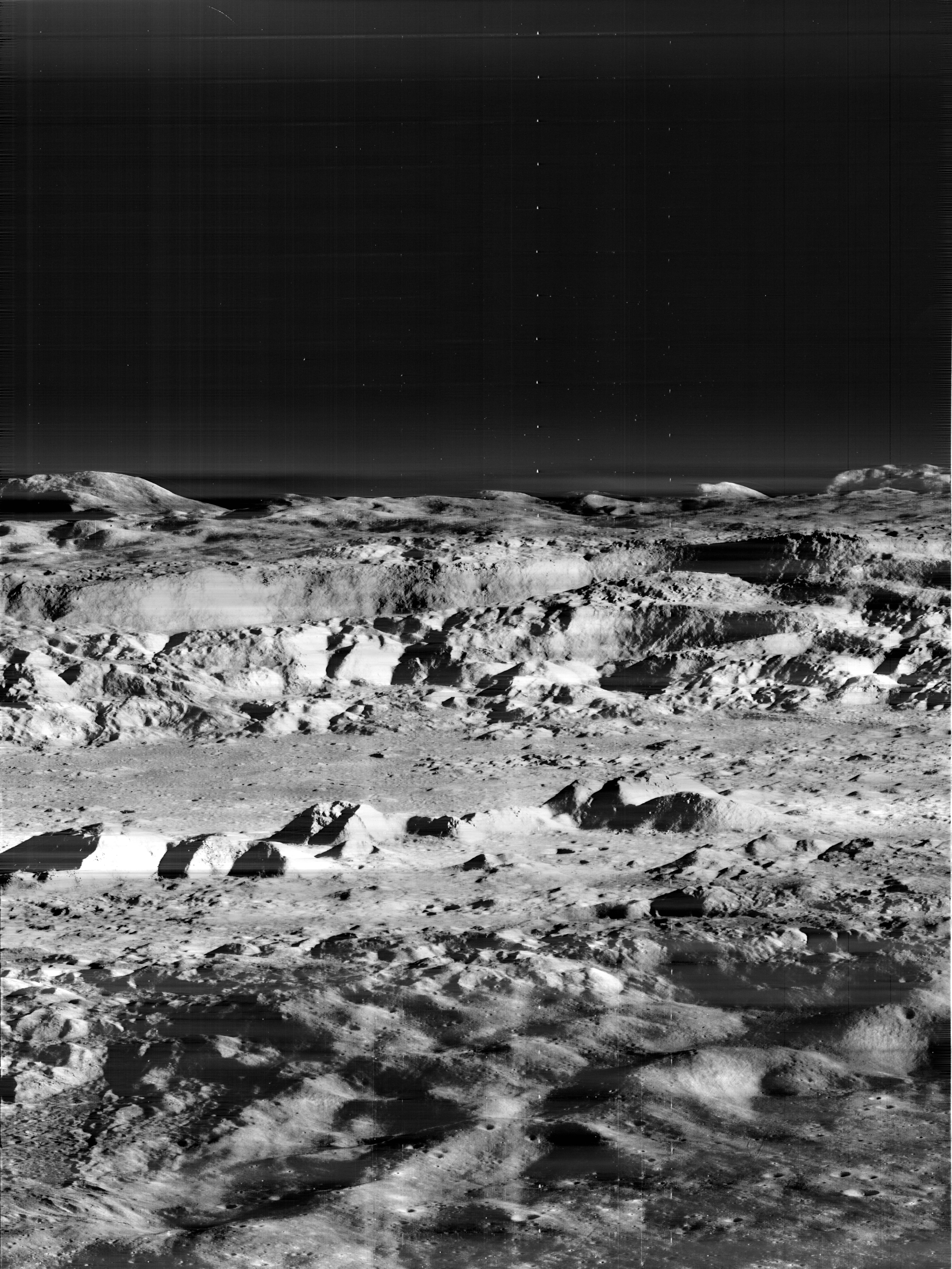
De van de Copernicus krater